# バーキー

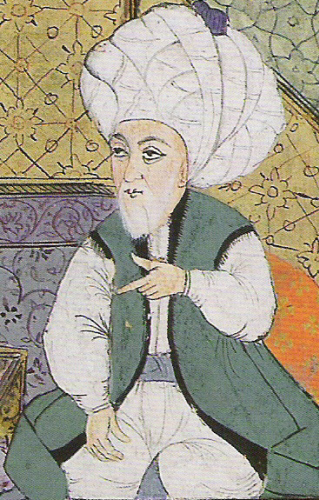
バーキー

マフムト・アブデュルバーキー（トルコ語:Mahmut Abdülbaki、通称:バーキー（Bakî）、1526年 - 1600年）は、オスマン帝国（現:トルコ）イスタンブール出身の詩人。主に抒情詩を作り「詩人のスルタン」と呼ばれた。
オスマン帝国第10代皇帝スレイマン1世の時代の詩人で、同国出身の詩人フズーリーと共に韻律などにペルシア語詩の要素を全面的に取り入れたディーワーン文学の黄金期に活躍した。

## 生涯
1526年、オスマン帝国イスタンブールの貧しい家庭の元に生まれる。バーキーの父はファーティフ・モスクでムアッジンを務めていた。
最初期は馬具職人の弟子として働いていたが、後にマドラサに通うようになった。またマドラサでは優秀な成績を修め、当時有名だった講師の講義にたびたび足を運んでいた。
その後、シェイヒュル・イスラームと言う国の重大な役職につき、スレイマン1世の寵臣となった。
その後、宮廷詩人として迎えられた。宮廷詩人に迎えられてから、他国と戦うスルタンの勝利を祝う詩や、死を悼む詩などを作り、バーキーの詩はペルシアの宮廷でも歌われた。
1600年に亡くなる。